# Inconsciente colectivo (serie de televisión)
Inconsciente colectivo, es una miniserie argentina, coproducida por Idealismo Contenidos, INCAA y Canal 7, ganadora del Concurso de Fomento para Ficciones Federales, impulsado por el INCAA. Está protagonizado por Nicolás Pauls y coprotagonizado por Boy Olmi como primer actor, Felipe Colombo, Adrian Navarro y Osvaldo Laport, entre otros. Se comenzó a emitir el martes 1 de octubre de 2013.  Su último capítulo se emitió el 16 de octubre de 2013, finalizando después de 8 episodios. Es la ópera prima en Televisión del director Mariano Hueter.
La serie abordó diferentes problemáticas que afectan a los jóvenes en la actualidad. La historia comienza con una ola de suicidios de alumnos de quinto año de colegio privado del Gran Buenos Aires, donde en los últimos seis meses, tres alumnos de quinto año se quitaron la vida. Por este motivo, las autoridades de la institución acudirán a un prestigioso psicoanalista, que no tardará en descubrir una trama oscura detrás de esas muertes.
"La idea del guion surgió de una seguidilla de casos muy difundida en el país y que golpeó de cerca a Salta: la ola de muertes de jóvenes en Rosario de la Frontera, desde mediados de 2010. Empezamos a pensar qué podía haber detrás de eso y en cómo lo tomarían los medios si ocurriera lo mismo en un colegio privado de Buenos Aires", contó el director.

## Sinopsis
Tres alumnos se han quitado la vida en los últimos seis meses en un colegio del Gran Buenos Aires y Guillermo Reyes (Boy Olmi), el rector del colegio, convoca al prestigioso psicoanalista Francisco Villegas (Nicolás Pauls) para tratar de entender qué es lo que está pasando. 
Villegas investigará el caso junto con su ayudante (Felipe Colombo) y llegará a conclusiones tan extrañas como brillantes. La trama comenzará a ser cada vez más compleja y Villegas se verá envuelto en un mar de conflictos que deberá resolver, cuidando la vida de los chicos.

## Elenco y personajes
- Nicolás Pauls - Lic. Francisco Villegas
- Felipe Colombo - Álvaro Goldstein
- Guadalupe Docampo - Anahí
- Boy Olmi - Rector Guillermo Reyes
- Adrián Navarro - Adrián Alberti/Joaquín Vázquez
- Gustavo Garzón - Diputado Juan Carlos De Luca
- Osvaldo Laport - Diputado Barbosa
- Pasta Dioguardi - Daniel Serrano